# Cimetière Saint-Urbain de Strasbourg
Le cimetière Saint-Urbain de Strasbourg est situé 5, rue de la Colonne, à Strasbourg-Neudorf. Il est géré par la ville de Strasbourg.

## Histoire
Ouvert vers 1681, en remplacement du cimetière de la Citadelle, le cimetière Saint-Urbain de Strasbourg est divisé en parties catholiques et protestantes. Il est le lieu d’inhumation aux habitants de Neudorf.

## Personnalités reposant dans ce cimetière

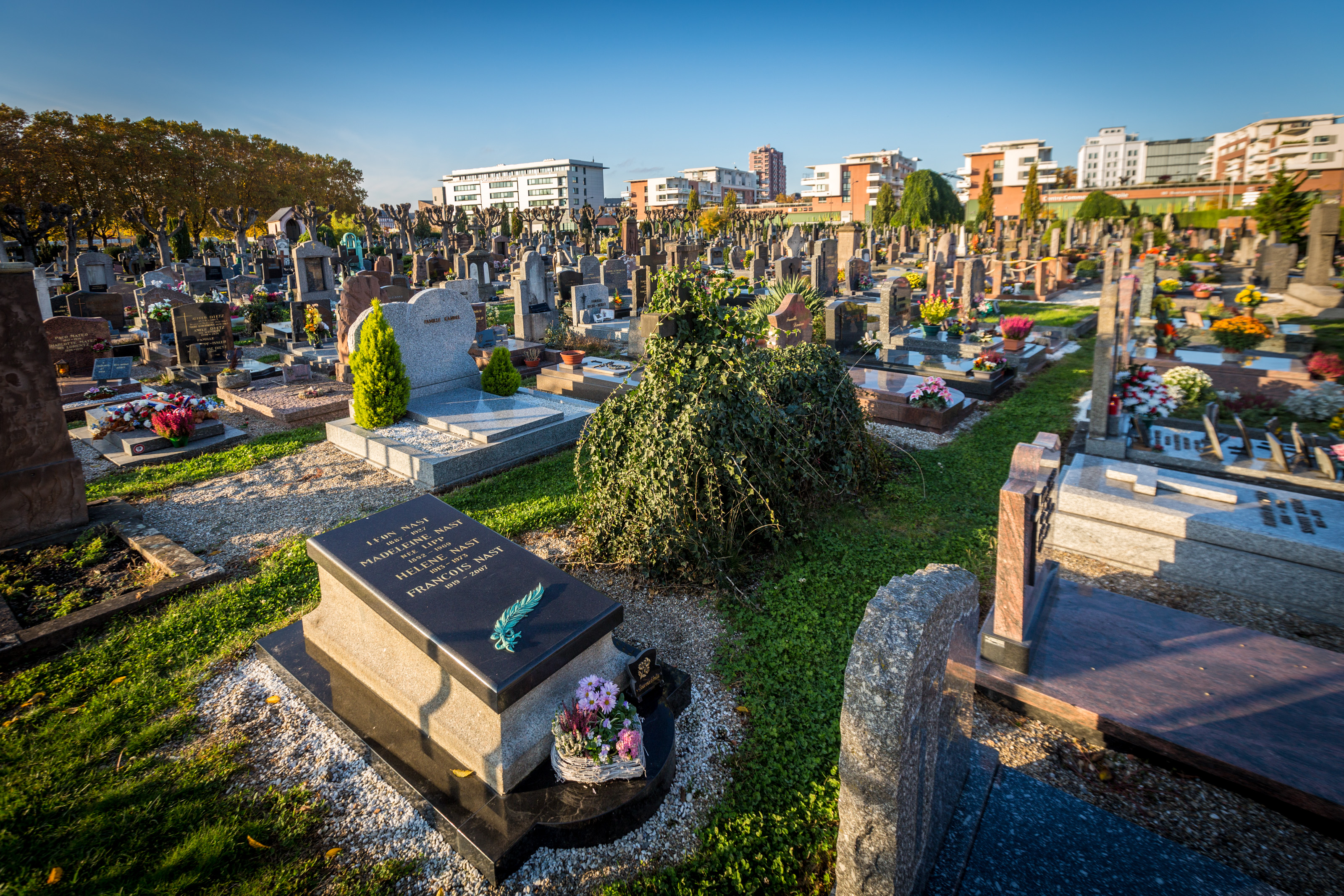
Vue générale du cimetière.

- Léonard Baldner (1612-1694), naturaliste strasbourgeois.
- Charles Coulaux (1810-1887), industriel, maire de Strasbourg de 1852 à 1864. Section 4.
- Léon Dacheux (1835-1903), chanoine et historien de l’Alsace (médaillon). Section 4.
- François-Xavier de Kentziger (1759-1832), avocat, maire de Strasbourg de 1815 à 1830. Section 9.
- François-Georges Levrault (1722-1798), libraire et imprimeur (médaillon). Section 3.
- Charles Mangold (1891-1944), résistant
- Paco Mateo  (1917-1979), joueur de football d’origine espagnole. Section 10.
- Marie-Georges  Picquart (1854-1914), acteur majeur de l’Affaire Dreyfus et ancien Ministre de la Guerre du premier Gouvernement de Georges Clemenceau.
- Charles Louis Schulmeister (1770-1853), espion de l’Empereur. Section 5.
- Matthieu Zell (1477-1548), pasteur.
- Paul Masson (1849-1896), avocat, magistrat, écrivain et mystificateur.